# Bruchidius sahlbergi
Bruchidius sahlbergi là một loài bọ cánh cứng trong họ Bruchidae. Loài này được Schilsky miêu tả khoa học năm 1905.